# Észak-Északnyugat
Az Észak-Északnyugat (eredeti cím: North by Northwest) 1959-ben készült technicolor amerikai bűnügyi film Alfred Hitchcock rendezésében Cary Grant főszereplésével. Munkacímek: Breathless (USA); In a Northwesterly Direction (USA); The Man in Lincoln's Nose (USA). Hitchcock Ernst Lehman forgatókönyvét vitte vászonra, és a filmtörténet egyik legemlékezetesebb akciójelenetét dolgozta ki (permetező repülőgép támadása és hajsza a Mount Rushmore sziklaportréi között). A Saul Bass tervezte főcím is emlékezetes, Bernard Herrmann kísérőzenéje pedig méltó vetélytársa a Psycho (1960) és a Szédülés (1958) zenéinek.

## Történet

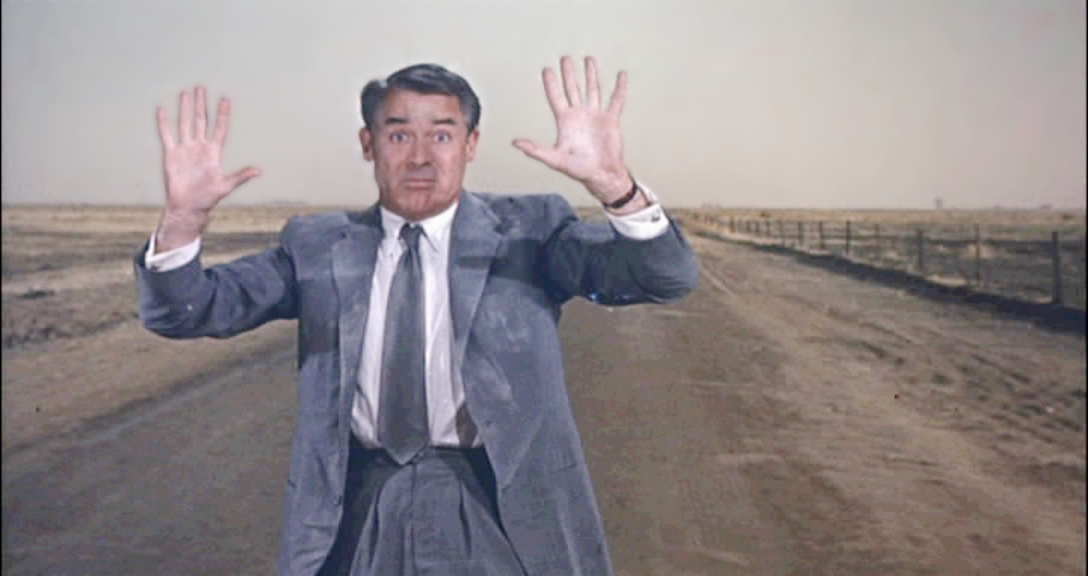
Cary Grant a híres repülőgépes üldözéses jelenetben

Roger O. Thornhill ügyfeleivel ebédel a Plaza Hotel éttermében. Szerencsétlenségére éppen akkor áll fel az asztaltól, amikor egy bizonyos George Kaplant keresnek az étteremben. Nem sejti, hogy a teremben valakik azt figyelik, ki jelentkezik a felhívásra.
Néhány perccel később két ismeretlen lefogja és elrabolja Thornhillt, aki nem érti a támadást, és fogalma sincs, milyen titkos információkat szeretne tőle erőszakos módszerekkel megtudni egy bizonyos Philip Vandamm, aki nem is titkolja, hogy ellenséges kém. Thornhillt végül elkábítják és egy kocsiba ültetik, majd egy szerpentines hegyi úton elindítják a halálba. A férfi csak a szerencséjének köszönheti, hogy megmenekül. Amikor rendőrökkel tér vissza fogvatartásának helyszínére, megdöbbenve kénytelen nyugtázni, hogy nyoma sincs a kémnek – a ház egy ENSZ nagykövet tulajdona. Thornhill szerencsétlenségeinek sorozata azonban még csak most kezdődik. Nem sokkal később ugyanis a nagykövet holtteste mellett találnak rá a rendőrök, miközben a gyilkos fegyvert fogja a kezében. Hiába bizonygatná ártatlanságát, senki nem hinne neki – menekülnie kell tehát és útközben megfejteni a rejtélyt: mit akarnak tőle az üldözők?!
Nem az a kérdés, hogy összejön-e a két főszereplő, hanem az, miképp.
A film bővelkedik komikus helyzetekben. Feltűnik az érzéki Eve Kendall, aki finoman ingadozik a jófiúk és a rosszfiúk között.

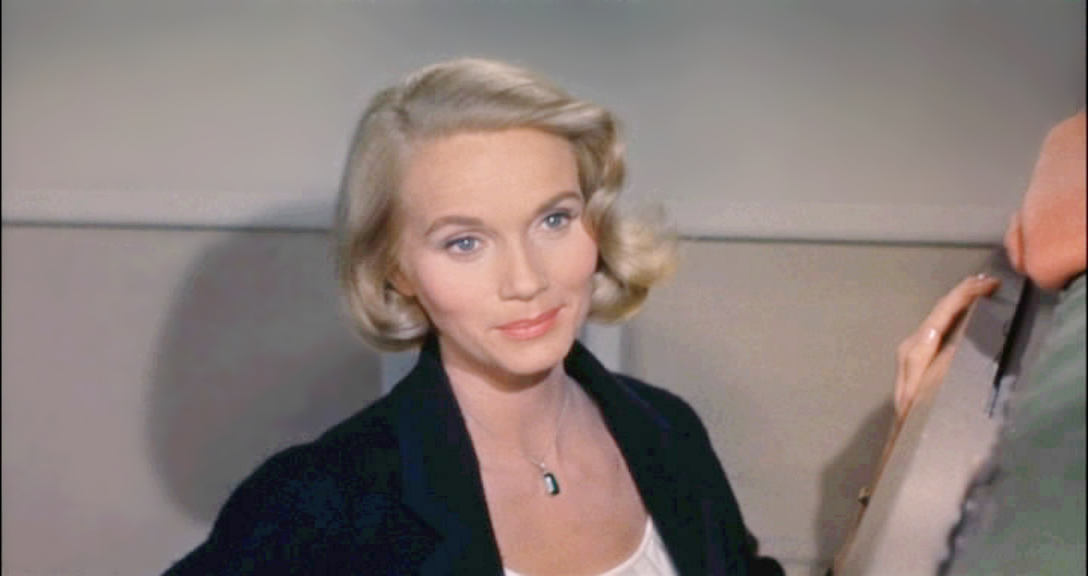
Eva Marie Saint

Kim Novak jeges szőkeségével szemben Eva Marie Saint a sebezhető hősnők közé tartozik.

## Szereplő
| Szereplő                           | Színész              | Magyar hang                                                                                | Magyar hang |
| Szereplő                           | Színész              | 1. szereposztás (2006)                                                                     | 2. szereposztás (2013)                                                                                                   |
| ---------------------------------- | -------------------- | ------------------------------------------------------------------------------------------ | --- |
| Roger O. Thornhill / George Kaplan | Cary Grant           | Szabó Sipos Barnabás                                                                       | Mihályi Győző |
| Eve Kendall                        | Eva Marie Saint      | Vándor Éva                                                                                 | Mezei Kitty |
| Phillip Vandamm                    | James Mason          | Szersén Gyula                                                                              | Háda János |
| Clara Thornhill                    | Jessie Royce Landis  | Szabó Éva                                                                                  | ? |
| Professzor                         | Leo G. Carroll       | Izsóf Vilmos                                                                               | Forgács Gábor |
| Mrs. Townsend                      | Josephine Hutchinson | Menszátor Magdolna                                                                         | Andai Kati |
| Lester Townsend                    | Philip Ober          | ?                                                                                          | ? |
| Leonard                            | Martin Landau        | Fazekas István                                                                             | Laklóth Aladár |
| További szereplők                  | –                    | Albert Gábor Bókai Mária Hirling Judit Kapácsy Miklós Ősi Ildikó Vári Attila Verebély Iván | Bessenyei Emma Harmath Imre Kapácsy Miklós Kassai Károly Koncz István Németh Gábor Seder Gábor Szokol Péter Tarján Péter |

## Díjak, jelölések
Az Észak-északnyugatot az 1960-as, 32. Oscar-gálán három kategóriában jelölték Oscar-díjra: legjobb vágás (George Tomasini), látványtervező (William A. Horning, Robert F. Boyle, Merrill Pye, Henry Grace, Frank R. McKelvy) és eredeti forgatókönyv (Ernest Lehman). Végül az első két kategóriában a Ben-Hur, míg az utóbbiban a Párnacsaták nyerte el a díjat. Hitchcock a San Sebastián-i Nemzetközi Filmfesztiválon 1959-ben elnyerte a legjobb rendezőnek járó Ezüst kagyló-díjat. (Egy évvel korábban a Szédülés című filmmel szintén első helyezést ért el.) A film 1960-ban elnyerte az Edgar Allan Poe-díj legjobb forgatókönyvnek járó díját.
1995-ben a filmet az Egyesült Államok Kongresszusi Könyvtára „kulturális, történelmi vagy esztétikai szempontból jelentős” alkotásként beválasztotta a Nemzeti Filmnyilvántartásba. 2008 júniusában az Amerikai Filmintézet (AFI) – több, mint 1500 alkotóközösségi tag véleménye alapján – közzétette a 10 Top 10 listáját, azaz a tíz klasszikus amerikai filmműfaj tíz legjobb filmjét tartalmazó listát. Az Észak-északnyugat a hetedik legjobb filmként lett elismerve a misztikus film műfajban. Az AFI 100 Years...100 Movies című listáján a 40. helyen, a legizgalmasabb filmeket tartalmazó 100 Years...100 Thrills című listáján pedig a 4. helyen végzett.
A film az Internet Movie Database legjobbra értékelt 250 filmet tartalmazó listáján a 2022. január 1-jei állapot szerint a 99. helyen szerepelt, több, mint 260 000 szavazat alapján 8,3/10 értékeléssel.